# Triphosa tangens
Triphosa tangens là một loài bướm đêm trong họ Geometridae.